# 駒生 (宇都宮市)
駒生（こまにゅう）は、栃木県宇都宮市の町。住居表示実施地域の駒生一丁目・駒生二丁目と未実施地域の駒生町（こまにゅうまち）がある。昭和中期頃まで純粋な農村であったが、以降は宅地化が進んだ。住民基本台帳に基づく2022年8月31日現在の人口は12,730人、2021年12月31日現在の面積は4.759 km2である。
本項では、駒生一丁目・駒生二丁目・駒生町を総称して「駒生」と表記する。

## 地理
宇都宮市の西部に位置する。西部を姿川が北から南へ向かって流れ、その左岸に広がる台地上に展開する地域である。駒生の台地は低く、南に向かって緩やかに傾斜している。この台地には無数の沢が入り込んでいたが、そのほとんどは埋め立てられて消失した。西部には大谷石産地がある。開発前までは雑木林や畑作地の多い地域であり、水田や養魚場が姿川沿いに残るほかは住宅地と化している。
近世までの駒生村の領域は、駒生一丁目・駒生二丁目・駒生町だけでなく、西の宮一・二丁目、一の沢（一の沢一・二丁目、一ノ沢町、北一の沢町、中一の沢町、南一の沢町、西一の沢町）、陽西町、桜四丁目、睦町まで広域に及ぶ。一の沢という地名は、当地に沢が多かった名残りである。
北は宝木本町、東は宝木町二丁目・宝木町一丁目・細谷町（飛地）・一の沢二丁目、南は鶴田町・西の宮二丁目・西の宮一丁目・下荒針町、西は大谷町・新里町丁と接する。駒生町には宝木町二丁目の飛地が数多く入り込んでおり、宝木町一丁目と大谷町の飛地も1か所ずつ存在する。
宇都宮市役所による地域区分（16地区）では、駒生は城山地区（旧城山村）に含まれる。一方、1974年（昭和49年）に宇都宮市立宝木小学校が開校し、駒生の一部の自治会は宝木地区自治会連合会に加入した。このため、駒生は地区連合自治会区域（39地区）が城山地区と宝木地区に分かれており、地域包括ケア支援センターの管轄区域である日常生活圏域（25地区）も城山地区と細谷・宝木地区に分かれている。
| 町名       | 日常生活圏域 | 地区連合自治会区域 | 自治会                                                   |
| ---------- | ------------ | ------------------ | -------------------------------------------------------- |
| 駒生一丁目 | 細谷・宝木   | 宝木               | 東中丸                                                   |
| 駒生二丁目 | 細谷・宝木   | 宝木               | 東中丸、西中丸                                           |
| 駒生町     | 細谷・宝木   | 宝木               | 宝木町1の1、宝木町2丁目1区、宝木町2の3、西中丸、駒生団地 |
| 駒生町     | 城山         | 城山               | 西駒生、東駒生、上駒生、南駒生                           |

### 丁目と駒生町
基本データは以下の通り。人口・世帯数は2022年（令和4年）8月31日現在、面積は2021年（令和3年）12月31日現在。
| 町名       | 人口     | 世帯数    | 面積      | 郵便番号 |
| ---------- | -------- | --------- | --------- | -------- |
| 駒生一丁目 | 717人    | 356世帯   | 0.158 km2 | 320-0066 |
| 駒生二丁目 | 704人    | 342世帯   | 0.137 km2 | 320-0066 |
| 駒生町     | 11,309人 | 5,179世帯 | 4.464 km2 | 320-0065 |
| 合計       | 12,730人 | 5,877世帯 | 4.759 km2 |          |

2020年（令和2年）の地価公示によると、駒生町の住宅地の公示地価は、字山ノ越1115番7の地点で49,900円/m2、字狹又1406番8の地点で43,300円/m2である。

### 小・中学校の学区

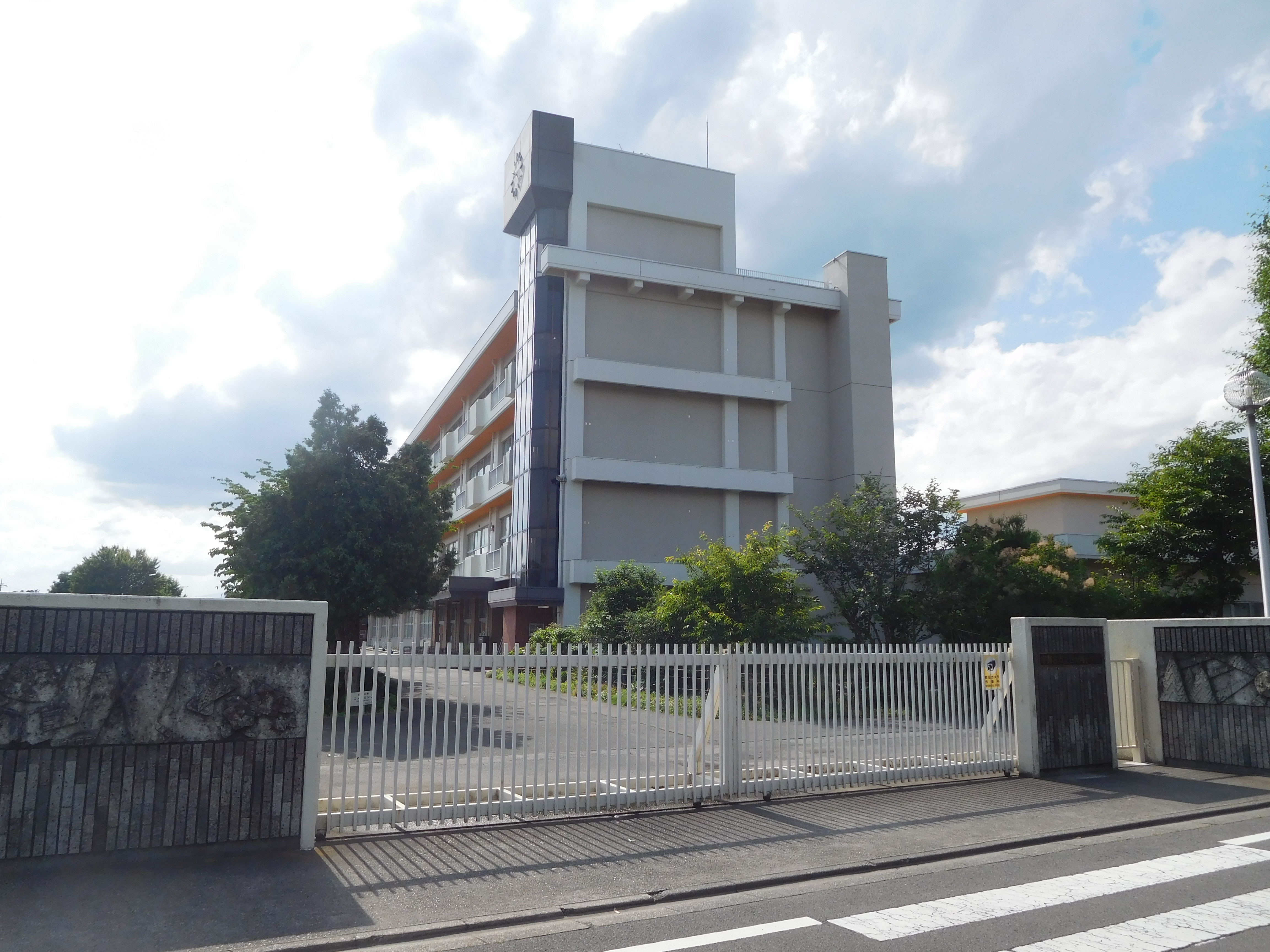
西が岡小学校

市立小・中学校に通う場合、学区は以下の通りとなる。
| 町名       | 番・番地等 | 小学校       | 中学校     |
| ---------- | ---------- | ------------ | ---------- |
| 駒生一丁目 | 全域       | 宝木小学校   | 陽西中学校 |
| 駒生二丁目 | 全域       | 宝木小学校   | 陽西中学校 |
| 駒生町     | 一部       | 宝木小学校   | 陽西中学校 |
| 駒生町     | 一部       | 宝木小学校   | 宝木中学校 |
| 駒生町     | 一部       | 西が岡小学校 | 宝木中学校 |
| 駒生町     | 一部       | 城山東小学校 | 城山中学校 |

上記のうち、宝木小学校と城山東小学校は駒生町にあり、西が岡小学校は校地の一部が駒生町に含まれる。

## 歴史

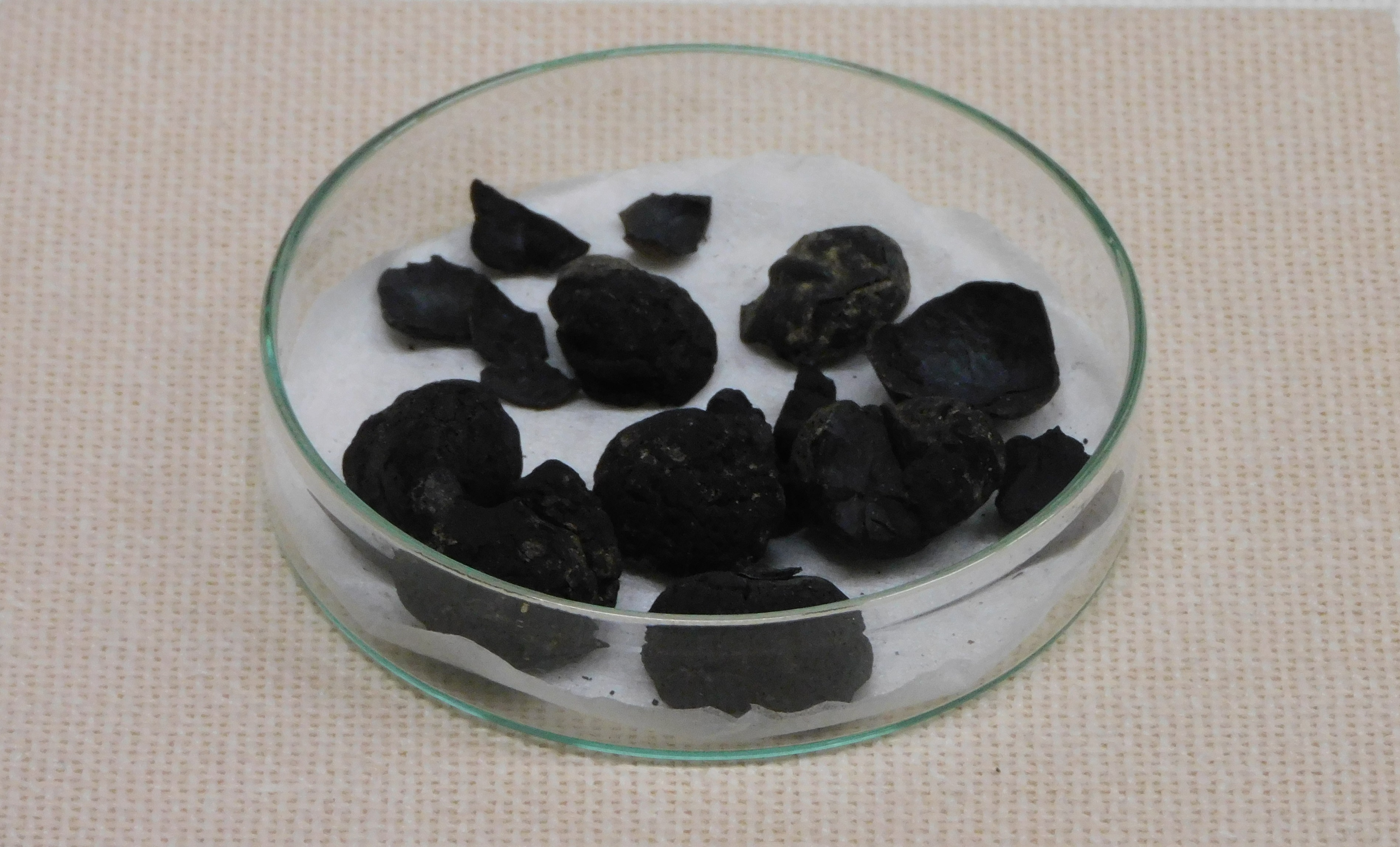
御城田遺跡出土品（炭化した栃の実）

駒生では、縄文時代の山崎北遺跡・御城田遺跡、古墳時代の山崎古墳群、奈良時代から平安時代の山崎遺跡が発見されている。このうち御城田（おしろだ）遺跡は、社会が安定していた縄文時代中期の遺跡であり、宇都宮市街西側の台地で数多く見つかっている大規模集落跡の1つである。御城田遺跡は宇都宮環状道路（宮環）建設に先立って1981年（昭和56年）から1983年（昭和58年）にかけて発掘調査が行われ、竪穴建物跡70軒（うち縄文時代中期が67軒、後期が3軒）と食糧貯蔵に使われた土坑が671基発見された。その中には有段式（2段床）と呼ばれる、床面が上下2層になった竪穴建物2軒が含まれている。なお見つかった竪穴建物70軒は同時に存在したわけではなく、ある一定の時期に同時に立地していたのは多くて7 - 8軒程度と見られ、居住者は35 - 40人ほどだったと推定される。
当初は中丸村と称し、犬飼庄新里郷に属したとされ、中世に中丸村から駒生村に改称したという説がある。中丸という地名は自治会・公園・バス停留所の名前として残っている。近世には下野国河内郡に属し、駒生村として宇都宮藩の配下にあった。寛永年間（1624年 - 1645年）には家臣・奥平隼人の給地となったという記録がある。また『旧高旧領取調帳』によると、村内に7石の能満寺領があった。
駒生村は農村であり、『慶安郷帳』によれば田が413石余、畑が277石余の計690石余であったが、『元禄郷帳』では1,033石余に増加しており、幕末まで石高は変化していない。宇都宮城下近在の村として、元禄9年（1696年）に宇都宮宿大助郷17村の1つとなった。

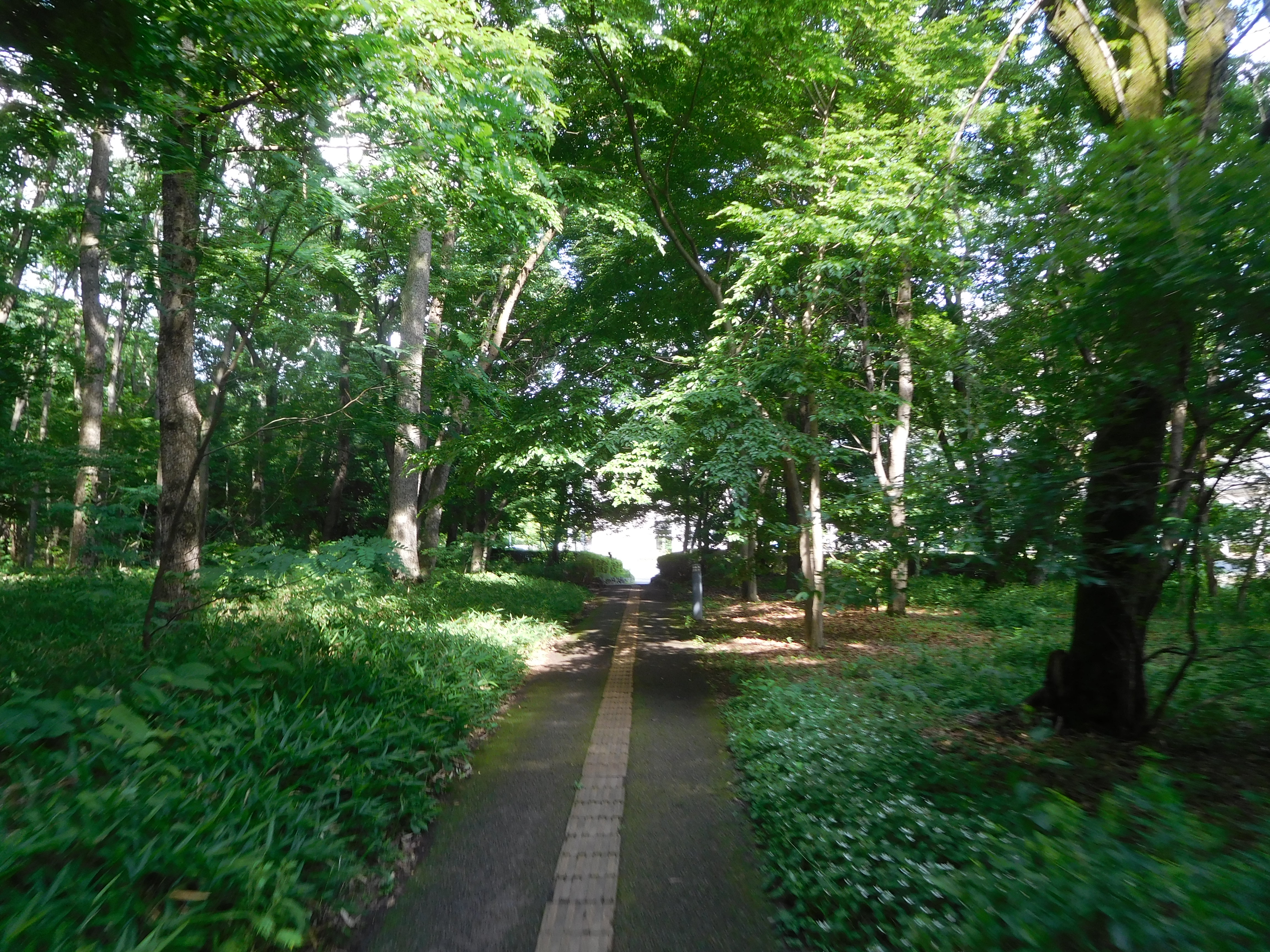
宇都宮市立療養所跡（とちぎ健康の森）

天保年間（1831年 - 1845年）には鶴田村の組合寄場（米市場）に所属し、1873年（明治6年）には栃木県の第二大区四小区に、その後宝木村と連合を組み、宝木村に置かれた戸長役場の管轄下に入った。1889年（明治22年）の明治の大合併では城山村の一部となった。1876年（明治9年）になっても「米穀之外著シキ産物ナシ」と記録される純農村であったが、1907年（明治40年）に第14師団が宇都宮に置かれると、翌1908年（明治41年）11月に駒生に騎兵第18連隊と輜重兵（しちょうへい）第14大隊が設けられた。さらにその西側には軍馬調練場と射撃場も建設され、駒生は軍事色の強い地域へ変貌した。1929年（昭和4年）には周辺住民の反対がある中で、結核の療養施設である宇都宮市立療養所（後の国立療養所宇都宮病院）が開所した。また1938年（昭和13年）には宇都宮二荒山神社南の荒尾崎にあった宇都宮招魂社が駒生に移転した。しかし宇都宮招魂社を含む一帯は、翌1939年（昭和14年）に宇都宮市へ編入されて宇都宮市一ノ沢町に改称し、招魂社も内務省令で栃木県護国神社に改名した。太平洋戦争末期には、射撃場の南側に陸軍のトラック運転練習場が建設されたが、完成から間もなく終戦を迎えた。

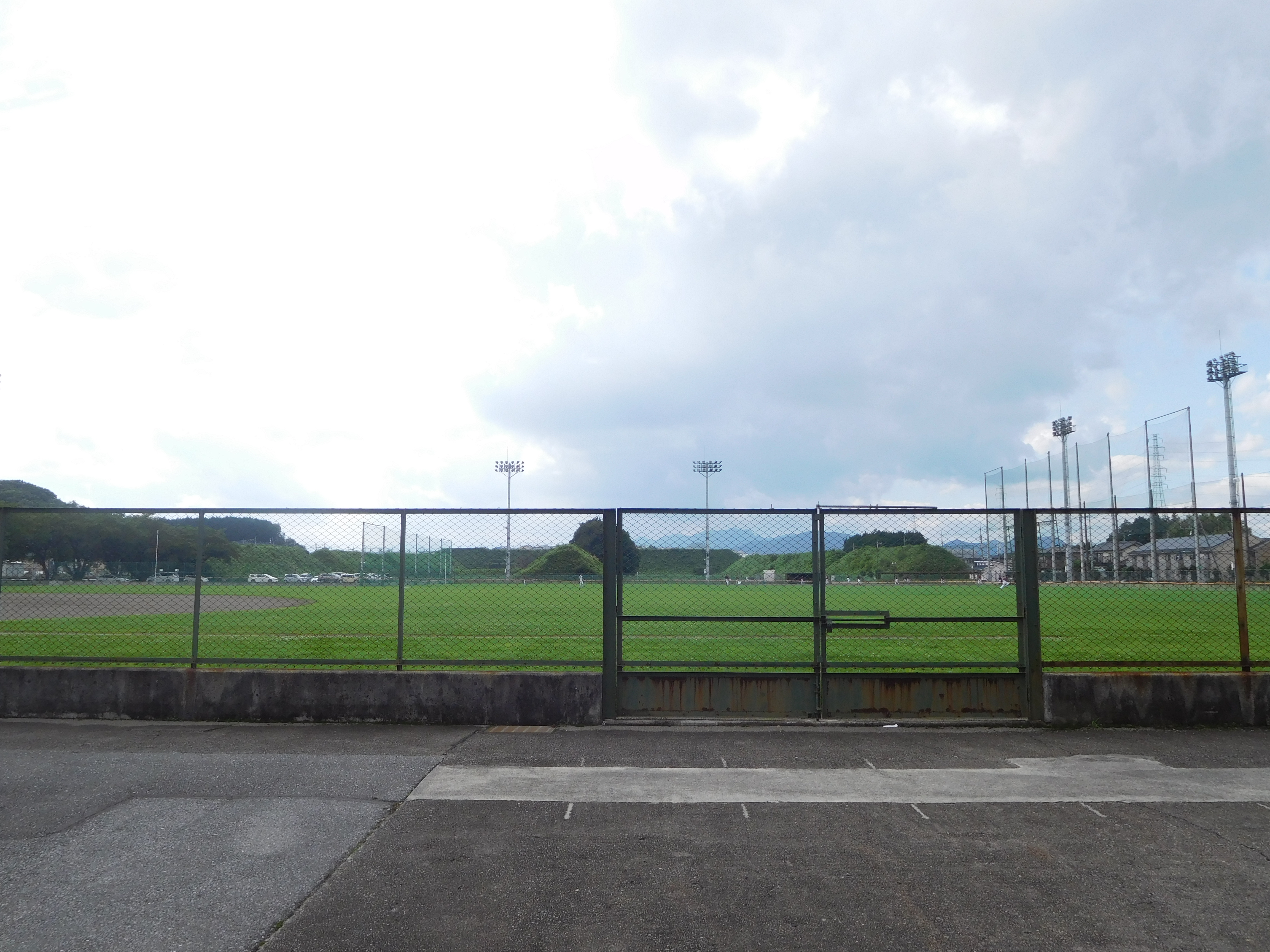
駒生運動公園

戦争が終わると軍は解体され、広大な軍用地は失職した元軍人らの入植地に転用され、入植者21人は駒生帰農組合を1947年（昭和22年）に結成した。駒生帰農組合の入植者は1戸あたり平均1町歩（≒1 ha）の農地を耕し、共同採草地も所有して酪農や畑作に従事した。駒生帰農組合は1948年（昭和23年）5月に駒生開拓農業協同組合と改称し耕作を続けたが、組合員の農地が城山村駒生と姿川村鶴田にまたがっていて不都合が生じたため、1952年（昭和27年）4月に開拓地に当たる駒生の18.5 ha（58人が居住）が姿川村鶴田へ編入された。この時、共同採草地も鶴田へ編入されたため、後にその土地を買い取って宇都宮市が建設した野球場は、住所上鶴田町であるが「駒生運動公園」と名付けられた。
1954年（昭和29年）11月、城山村が宇都宮市に編入されたことに伴い、駒生は宇都宮市駒生町となった。この頃まで駒生町は農村的な風景が広がっていたが、以降は宇都宮市街に隣接するため沢を埋め立てて宅地開発が進み、1975年（昭和50年）に西の宮町（現・西の宮一・二丁目）が駒生町から独立した。この間、1957年（昭和32年）9月に栃木県立盲学校が移転開校し、1973年（昭和48年）4月に福岡町へ移転するまで駒生町にあった。移転後の跡地には栃木県教育会館が開館した。
1993年（平成5年）、国立療養所宇都宮病院は国立療養所東宇都宮病院（現・国立病院機構宇都宮病院）へ統合されて閉院した。跡地は栃木県に移譲され、1997年（平成9年）にとちぎ健康の森が開園した。園内には2001年（平成13年）に栃木県立わかくさ養護学校（現・栃木県立わかくさ特別支援学校）が移転開校した。この間、1996年（平成8年）の住居表示実施により駒生町の一部（南東部）が駒生一丁目と駒生二丁目に分割された。

### 沿革
- 1889年（明治22年）4月1日 - 町村制の施行により、河内郡城山村大字駒生となる。
- 1939年（昭和14年）4月1日 - 駒生の一部が宇都宮市に編入され、宇都宮市一ノ沢町となる。
- 1952年（昭和27年）4月1日 - 駒生の開拓地が姿川村に編入され、河内郡姿川村大字鶴田の一部となる[42]。
- 1954年（昭和29年）11月1日 - 昭和の大合併により、宇都宮市駒生町となる[50]。
- 1975年（昭和50年） - 駒生町の一部が分離し、宇都宮市西の宮町（現・西の宮一・二丁目）となる。
- 1996年（平成8年）10月1日 - 駒生町の一部が分離し、宇都宮市駒生一・二丁目となる[51]。

### 町名の由来
一般には、宇都宮氏が当地で駒（馬）を生育していたことに由来するとされる。この説は明治時代の『地誌取調』にあるもので、宇都宮公綱の治世に小字高田原で良馬を産出したことにちなんで、中丸村から改称したとされる。
しかし塙静夫は、この説を「全くの故事付け」と断じ、傾斜地を意味する「コマ」（動詞「屈（こま）る」の語幹）と湿地を意味する「ニュウ」（ニタの長音化したニュウタからタが欠落したもの）を合わせ、南方に向かって緩やかに傾斜する台地に多くの沢が入り込んだ湿地帯という当地の地形に由来すると解釈した。

### 人口の変遷
総数 [世帯数： 、人口： ]
| 天保年間（1831年 - 1845年） | 25戸 人口不明      |
| 1876年（明治9年）           | 91戸 588人         |
| 1889年（明治24年）          | 103戸 670人        |
| 1995年（平成5年）           | 3,730世帯 11,138人 |
| 2000年（平成12年）          | 3,970世帯 11,107人 |
| 2005年（平成17年）          | 4,397世帯 11,714人 |
| 2010年（平成22年）          | 4,806世帯 11,965人 |
| 2015年（平成27年）          | 4,981世帯 12,175人 |
| 2020年（令和2年）           | 5,608世帯 12,599人 |

※駒生の範囲は変遷しており、一概に比較することはできない。

## 経済

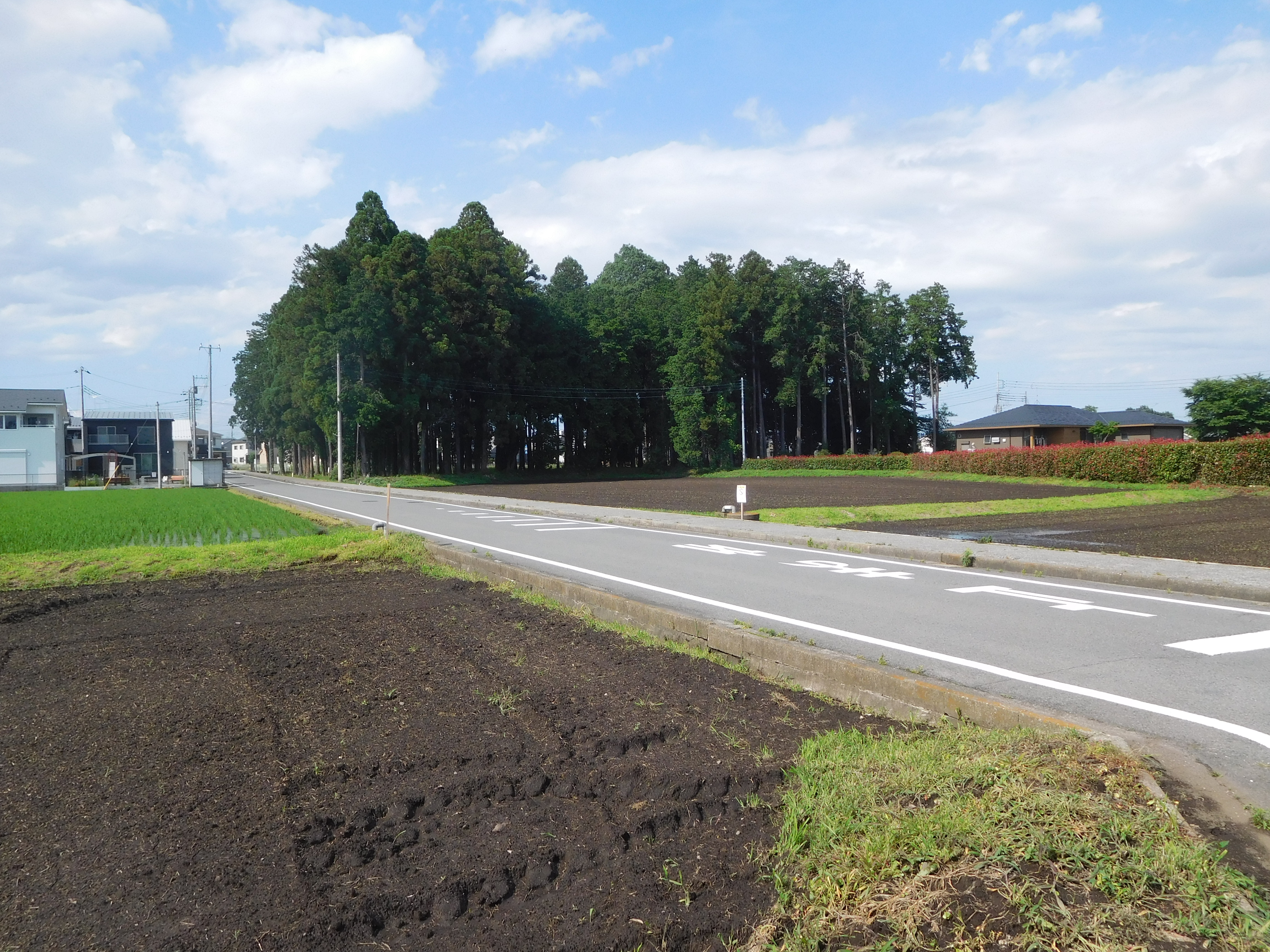
駒生町の農地

2020年（令和2年）の国勢調査による15歳以上の就業者数は5,537人で、産業別では多い順に卸売業・小売業（945人・17.1%）、医療・福祉（737人・13.3%）、製造業（688人・12.4%）、建設業（492人・8.9%）、サービス業（他に分類されないもの）（379人・6.8%）となっている。2014年（平成26年）の経済センサスによると、駒生の全事業所数は339事業所、従業者数は3,030人である。具体的には多い順に卸売業・小売業が79、建設業が52、生活関連サービス業・娯楽業が43、医療・福祉が31、宿泊業・飲食サービス業が28、不動産業・物品賃貸業が20事業所などとなっている。全339事業所のうち195事業所が従業員4人以下の小規模事業所である。
2020年（令和2年）の農林業センサスによると駒生の農林業経営体数は49経営体、農家数は62戸（うち販売農家は49戸）である。耕地面積は田が96 ha、畑が18 haである。1876年（明治9年）時点では田が70町5反（≒69.9 ha）、畑が131町6反（≒130.5 ha）あった。販売金額第1位が稲作である農業経営体が33経営体と最も多く、第1位が露地野菜、果樹類である経営体が各3経営体でこれに続く。

## 交通

### 鉄道
鉄道は通っておらず、最寄り駅は東武宇都宮線東武宇都宮駅である。1964年（昭和39年）までは南西部を東武大谷線が通っていたが、駒生町に駅はなかった。廃線跡は明保通りに転用された。
JR日光線は、計画段階では駒生を経由する案も浮上していたが、実現しなかった。宇都宮ライトレールの宇都宮駅西側への延伸計画では、2022年（令和4年）8月現在、駒生一丁目の栃木県教育会館までの整備が検討されている。

### 路線バス

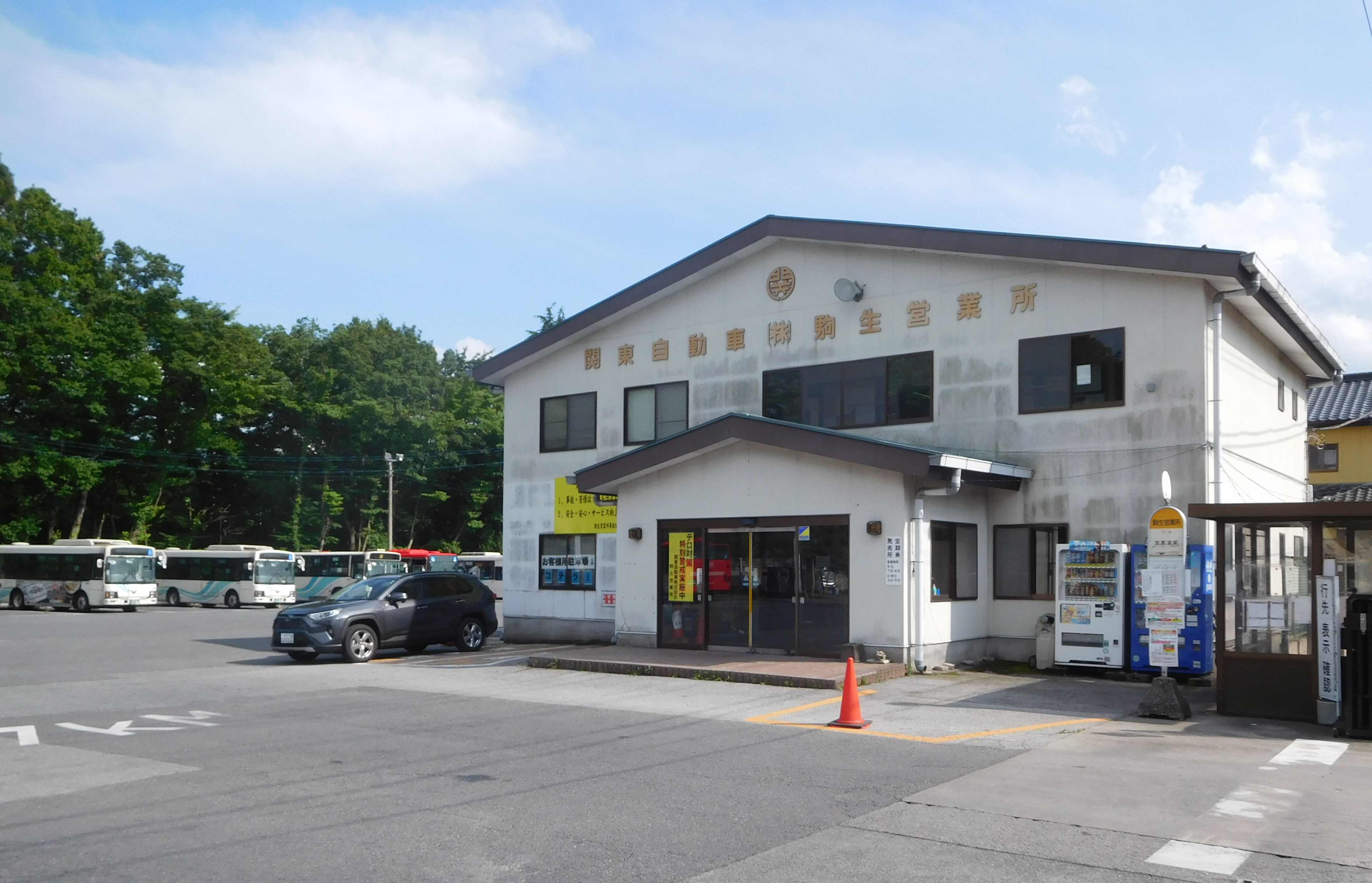
駒生営業所

2020年（令和2年）4月現在、関東自動車（関東バス）が運行する以下の系統が乗り入れている。関東自動車駒生営業所は住所上、宝木町二丁目になるが、駒生町との境界付近に位置している。
- 10・11・12番：駒生営業所 - 富士見が丘団地
- 14・15番：駒生営業所 - 宇都宮グリーンタウン
- 16番：駒生営業所 - 玉生車庫
- 17番：駒生営業所 - 今里
- 23番：宇都宮駅 - 鹿沼営業所
- 25番：宇都宮駅 - 立岩
- 28・29番：宇都宮駅 - 駒生営業所
- 45番：駒生営業所 - 柳田車庫
- 46番：駒生営業所 - 松下電器前
- 47・48番：駒生営業所 - 上三川車庫
- 49番：駒生営業所 - 卸会館前
- 50・51番：駒生営業所 - 瑞穂野団地
- 53番：駒生営業所 - 本郷台西汗
- 54番：駒生営業所 - 東汗
- 81番：駒生営業所 ← 柳田車庫
- 86番：駒生営業所 - 済生会病院

### 道路

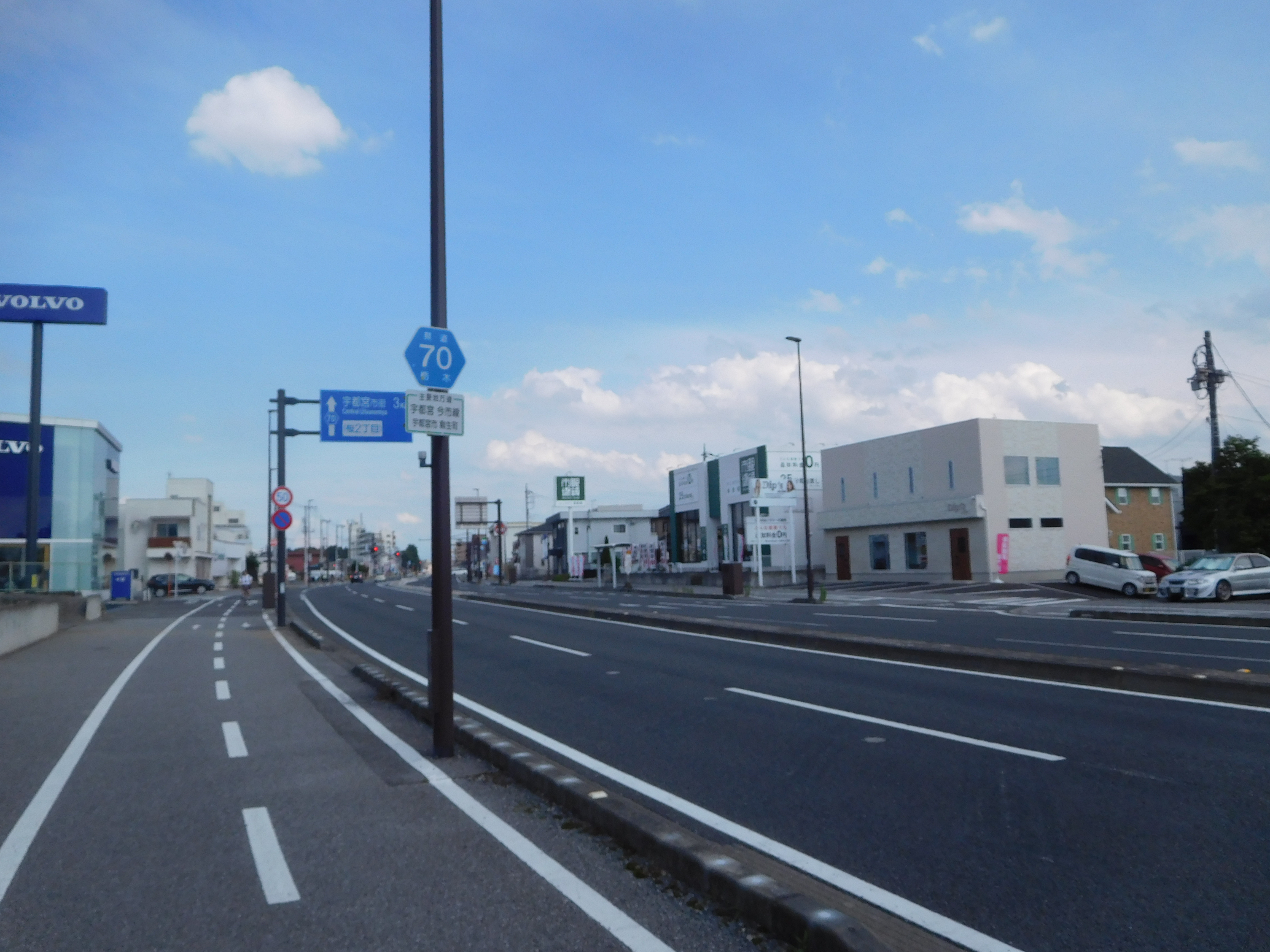
大谷街道（駒生二丁目）

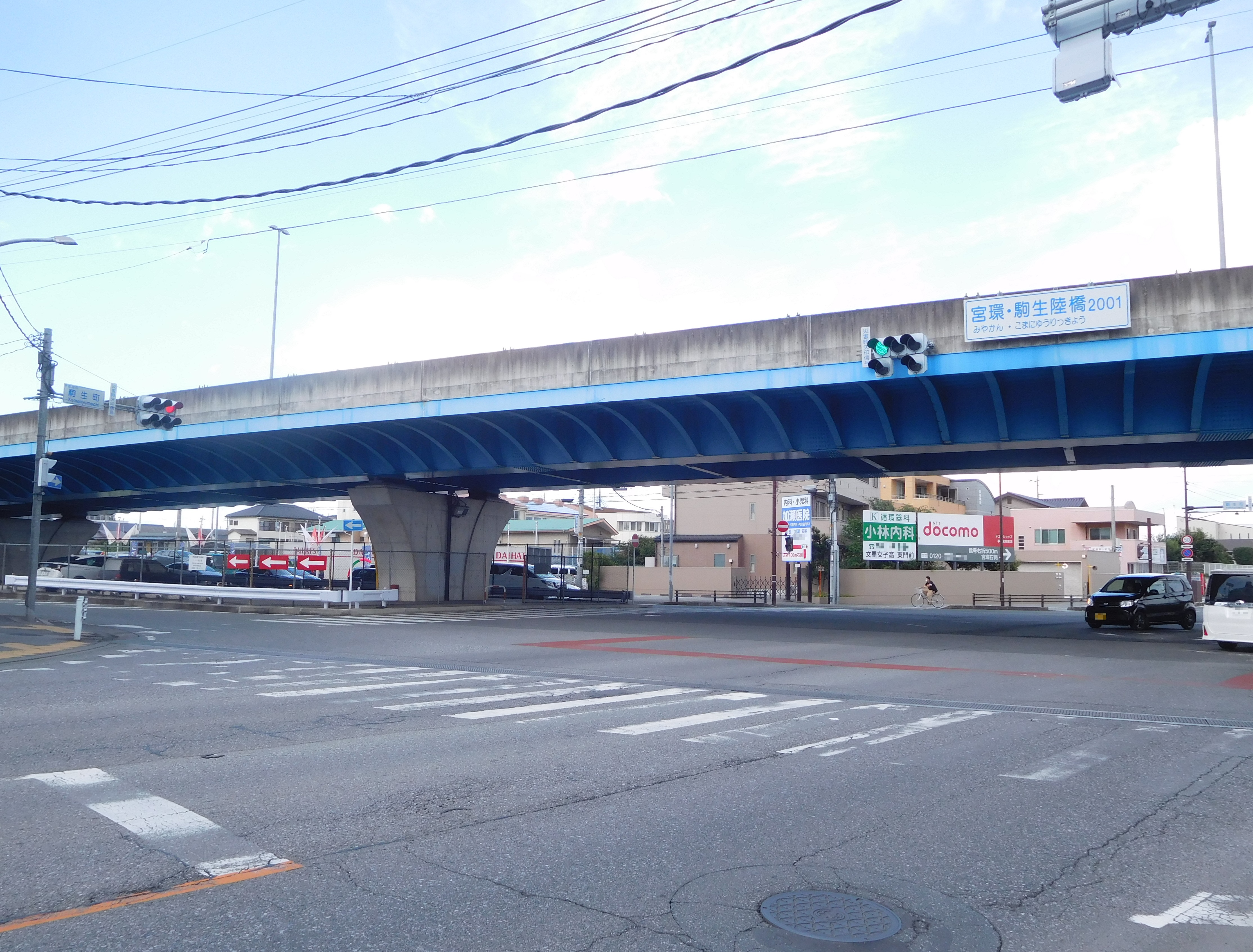
宮環・駒生陸橋2001（駒生町交差点）

駒生町の南部を東西方向に栃木県道70号宇都宮今市線（大谷街道）が、西部を南北方向に東北自動車道が通っている。
- 東北自動車道 - 1972年（昭和47年）開通[17]。駒生町内に大谷パーキングエリアがある[10]。また大谷スマートインターチェンジ（大谷SIC）の設置計画がある[73]。
- 栃木県道3号宇都宮亀和田栃木線 - 通称は宇都宮環状道路（宮環）[73]。駒生工区として建設された幅員25 mの道路で、ロードサイド店舗の進出が進む[73]。大谷街道との交点（駒生町交差点）は2001年（平成13年）に立体化され、「宮環・駒生陸橋2001」が供用開始された[73]。
- 栃木県道70号宇都宮今市線 - 通称は大谷街道。JR宇都宮駅前から続く大通りと連続した通りで、2004年（平成16年）から2車線から4車線へと拡幅工事が進められている[73]。東北道大谷SICは本路線に接続する計画である[73]。
- 明保通り（めいほどおり） - 正式名称は宇都宮市道1314号[74]。大谷街道との交点、駒生町で終点となる[75][76]。
- 瓦作街道（かわらざくかいどう） - 正式名称は宇都宮市道637号[74]。大谷街道との交点、駒生町を起点とする[75][76]。

## 施設

### 駒生一・二丁目
駒生一丁目
- 宇都宮中央警察署駒生交番[77]
- 栃木県教育会館[78]
- 栃木県青年会館コンセーレ[78]
- とちぎ青少年センター（アミークス）[78]
- ネッツトヨタ栃木宇都宮西店[79]

駒生二丁目
- ネッツトヨタ栃木株式会社本社[80]
- 株式会社栃木ブレックス本社[81]
- ファミリーマート宇都宮駒生二丁目店[82]
- ガスト宇都宮駒生店[83]
- 眼鏡市場宇都宮駒生店[84]

### 駒生町
- とちぎ健康の森[85]
  - とちぎ健康づくりセンター[85]
  - とちぎ生きがいづくりセンター[85]
  - とちぎリハビリテーションセンター[85]
  - 栃木県立わかくさ特別支援学校[85]
  - 一般社団法人栃木県医師会[86]
- 宇都宮市立宝木小学校[33]
  - 宝木地域コミュニティセンター[87]
- 宇都宮市立城山東小学校[24]
- 宝木団地児童公園[33]
- 中丸公園[33]
- 能満寺幼稚園[88]
- 認定こども園駒生幼稚園[89]
- 宇都宮市立大谷保育園[90]
- 星花幼児園[89]
- 宇都宮挟又郵便局[91]
- 宇都宮農業協同組合城山支所[92]
- かましんカルナ駒生店[93]
- セブン-イレブン宇都宮西店[94]
- 家電住まいる館YAMADA駒生店[95]
- コジマ×ビックカメラ駒生店[96]

### 神社仏閣

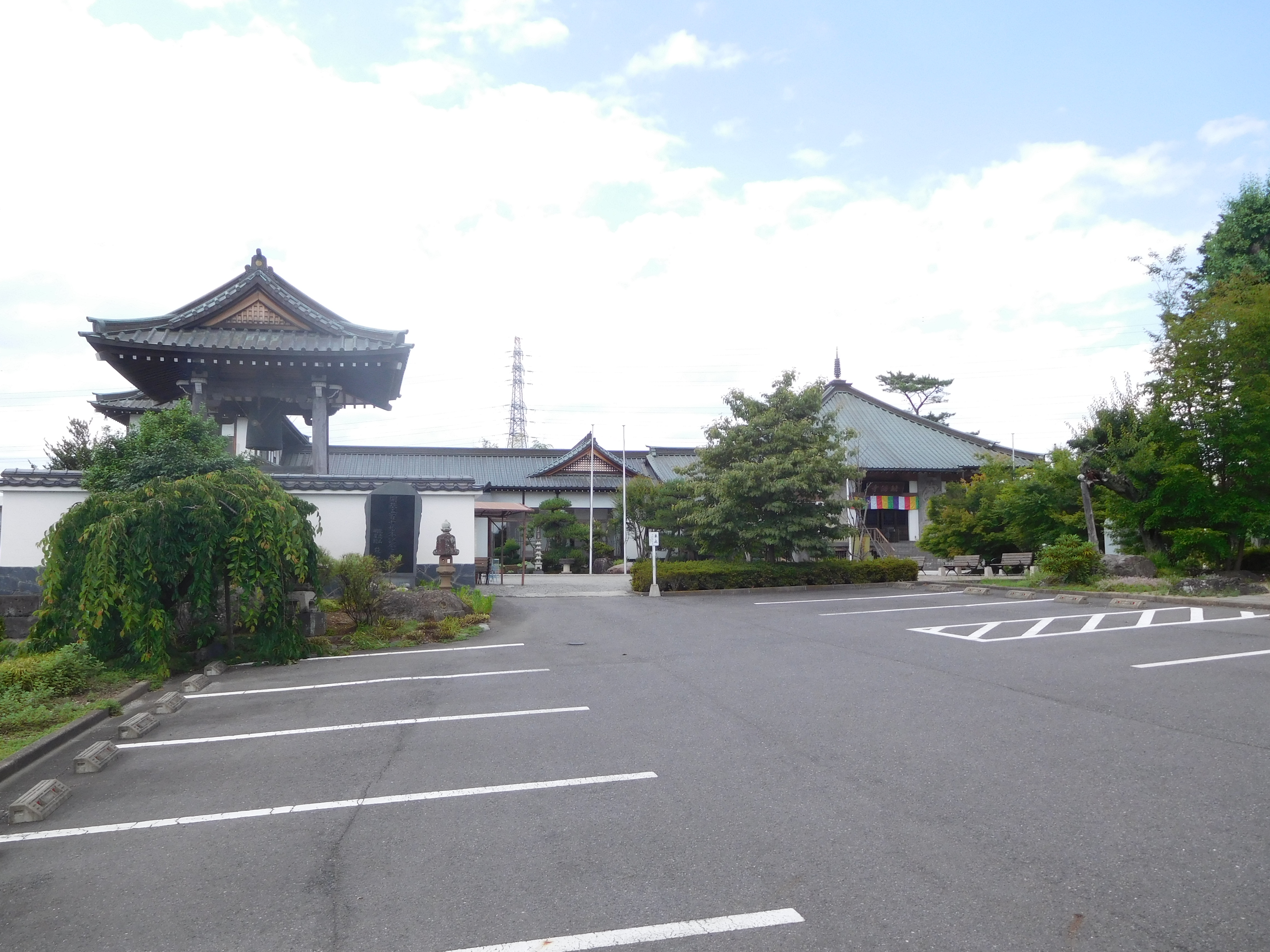
能満寺

- 高龗神社（たかおじんじゃ） - 京都の貴船神社から勧請した高龗神（たかおかみのかみ）を主祭神とする[40]。11月3日に例祭が行われる[48]。
- 八坂神社 - 素戔嗚尊（すさのおのみこと）を主祭神とする[40]。
- 湯殿神社 - 大山祇命（おおやまつみのみこと）を主祭神とする[40]。4月第2日曜日に例祭が行われる[48]。
- 大杉神社 - 1月第2日曜日に例祭が行われる[48]。

龍虎山明星院能満寺
真言宗の仏教寺院。応永23年（1416年）の開基。宇都宮市上桑島町の金剛定寺の末寺で、江戸時代には朱印地7石と年貢所5石7斗7升を有し、周辺の11寺を支配して「小本山」（しょうほんざん）と称した。1873年（明治6年）、栃木県第二大区四小区の連合役場が置かれた。1968年（昭和43年）、境内に能満寺幼稚園を開いた。
大谷町にある大谷元観音の管理者でもある。

### 城跡
- 北原城 - 小字北原にあった城[100]。城の遺構はほとんど残っていない[100]。
- 中城（なかじろ） - 能満寺の西側にあった城[100]。多気城と北原城の中間に位置したことからこの名で呼ばれる[100]。大部分が田畑に変貌したが、土塁が少し残っている[100]。